# Arsenal Stadium
O Arsenal Stadium foi um estádio de futebol em Highbury, Londres, que foi a casa do Arsenal Football Club entre 6 de setembro de 1913 e 7 de maio de 2006. Seu apelido popular era " Highbury " devido à sua localização e recebeu o carinhoso apelido de "Casa do Futebol" ou "Home of Football" em inglês.
Foi originalmente construído em 1913 em um local de recreação de uma faculdade local e foi reformado de forma significativa duas vezes. A primeira reforma do estádio ocorreu durante a década de 1930, da qual datam as arquibancadas com estilo Art Deco, o East Stand e o West Stand. Houve uma segunda renovação; a primeira fase foi concluída em 1989 que acrescentou camarotes executivos ao Clock End e, posteriormente, em 1993, um novo North Bank Stand foi construído, ambos seguindo as recomendações do Relatório Taylor que substituiu os terraços para tornar o estádio com estilo all-seater (um estádio com todos os lugares com cadeiras) com quatro setores. No entanto, houve novas tentativas de expansão do estádio que foram impedidas pela comunidade local, e houve uma redução resultante na capacidade e na receita da folha do clube acabou levando o Arsenal a optar por construir um novo estádio, que se tornaria conhecido como Emirates Stadium nas proximidades de Islington. Depois que o clube se mudou para o seu novo estádio após a conclusão da temporada 2005-2006, o Highbury foi reformado para ser convertido em um empreendimento residencial com diversos apartamentos com um jardim no lugar que foi o campo, esse projeto foi conhecido como Highbury Square, com as arquibancadas Clock End e North Bank sendo demolidas; partes das arquibancadas leste e oeste permaneceram e foram incorporadas ao novo desenvolvimento devido ao seu status listado .
O estádio também sediou jogos internacionais de seleções - tanto jogos da Seleção da Inglaterra quanto nas partidas de futebol Jogos Olímpicos de Verão de 1948 - e semifinais da FA Cup, além de partidas de boxe, beisebol e críquete. Sua presença também fez com que a estação local do metrô de Londres fosse rebatizada como Arsenal no ano de 1932, tornando-se a única estação da rede do metrô de Londres a receber o nome de um clube de futebol.
Além de sua arquitetura, o estádio tinha uma reputação pelo seu campo pequeno, mas imaculado  e também pelo relógio que estava localizado no lado sul do estádio desde sua instalação em 1930.

## História

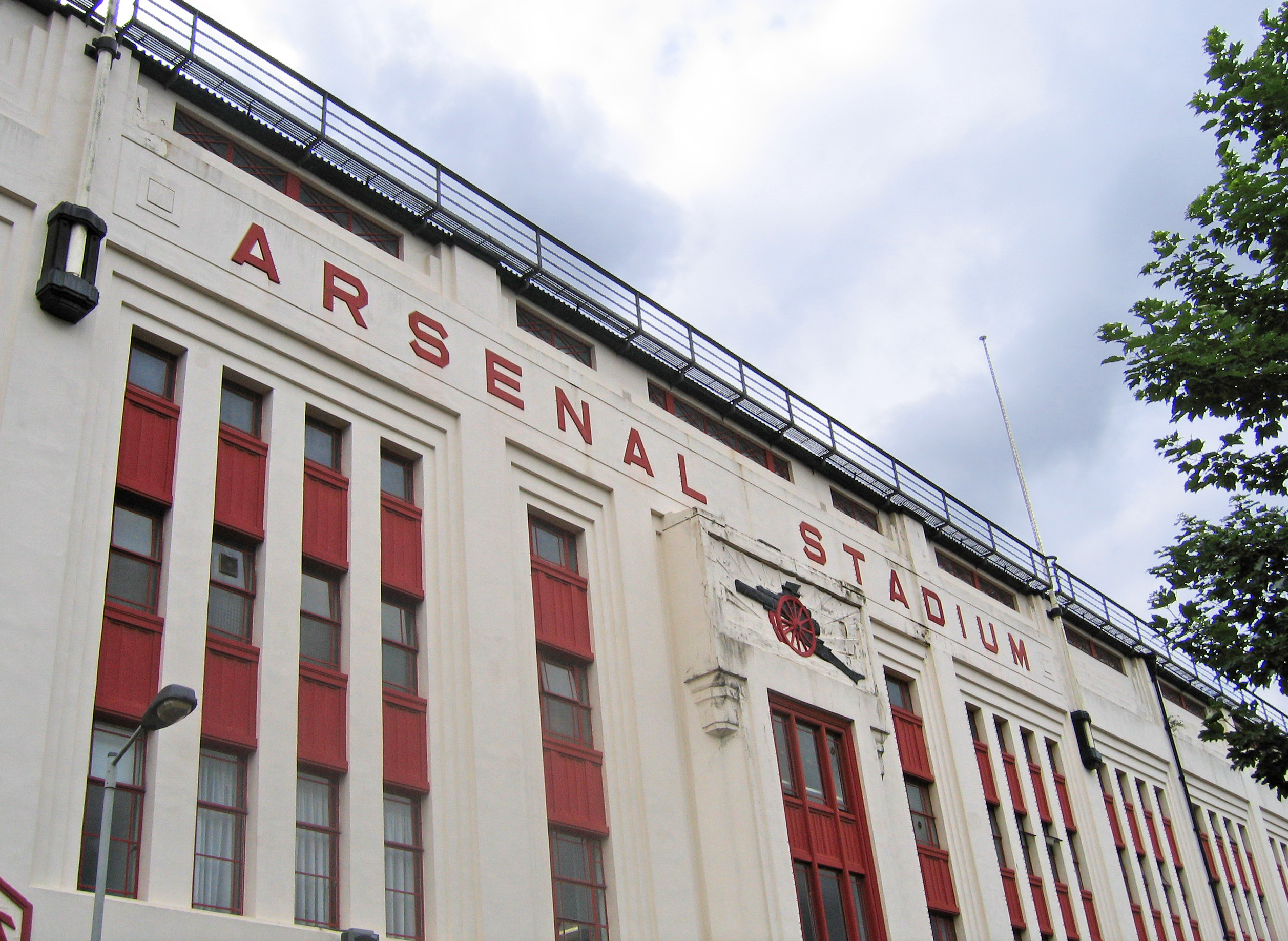
A fachada do East Stand, na Avenell Road, em 2005

O estádio foi construído em 1913, quando o Woolwich Arsenal se mudou do Manor Ground em Plumstead, no sudeste de Londres, para Highbury, no norte da cidade, alugando os campos de recreação de um colégio da região chamado de St John's College of Divinity por £ 20.000. A negociação do aluguel também envolveu algumas regras estabelecidas pelos donos do campo em que nenhuma partida seria disputada em "feriados santos" e que nenhuma "bebida alcoólica" seria consumida e vendida no estádio; no entanto, essas  foram revogadas em um ano. O estádio foi construído de maneira às pressas durante o verão daquele ano e foi projetado pelo famoso arquiteto Archibald Leitch, que projetou muitos outros campos de futebol na Inglaterra da época. Havia apenas uma única arquibancada localizada no lado leste e os outros três lados tinham terraços inclinados. O novo estádio foi construído com custo de  £125.000. Foi inaugurado com a construção ainda não totalmente concluída, com a sua primeira partida do Arsenal na temporada 1913–14, em uma vitória por 2–1 na Segunda Divisão contra o Leicester Fosse em 6 de setembro de 1913. O primeiro da história do Highbury foi marcado por Tommy Benfield, jogador do Leiceiter, enquanto o primeiro gol do time mandante no estádio foi marcado por George Jobey. Highbury sediou sua 1ª partida da Inglaterra em 1920.
A Seleção Australiana da Liga de Rugby teve a sua primeira derrota em sua turnê Kangaroo de 1921–22 na Grã-Bretanha no Highbury para um Seleção Inglesa da Liga de Rugby por 4 pontos a 5 diante de aproximadamente 12.000 espectadores.
O Arsenal adquiriu o terreno do estádio em 1925, pagando uma quantia de £ 64.000.
Nenhuma parte significativa do estádio original de Leitch permaneceu até o fechamento do estádio, após uma série de grandes reformas durante a década de 1930. A ideia era criar um estádio para Londres que pudesse ter a importância como a do Villa Park, casa do clube Aston Villa, de Birmingham . O projeto Highbury era ambicioso em sua escala e alcance, sendo o seu primeiro estande concluído o West Stand, projetado pelo Claude Waterlow Ferrier e William Binnie no estilo Art déco, inaugurado em 1932. Em 5 de novembro do mesmo ano, a estação de metrô local foi renomeada de Gillespie Road para Arsenal. A arquibancada principal de Leitch foi demolida para ser subtituída por uma nova arquibancada leste, de acordo com a arquibancada oeste, em 1936. O West Stand custou um valor de £ 45.000, enquanto o East Stand estourou o orçamento da construção e acabou custando £ 130.000, chegando a esse custo principalmente por causa do gasto da nova fachada do estádio. No North Bank foi instalado um telhado e no terraço do sul tinha um relógio instalado em sua frente, por isso o nome Clock End.

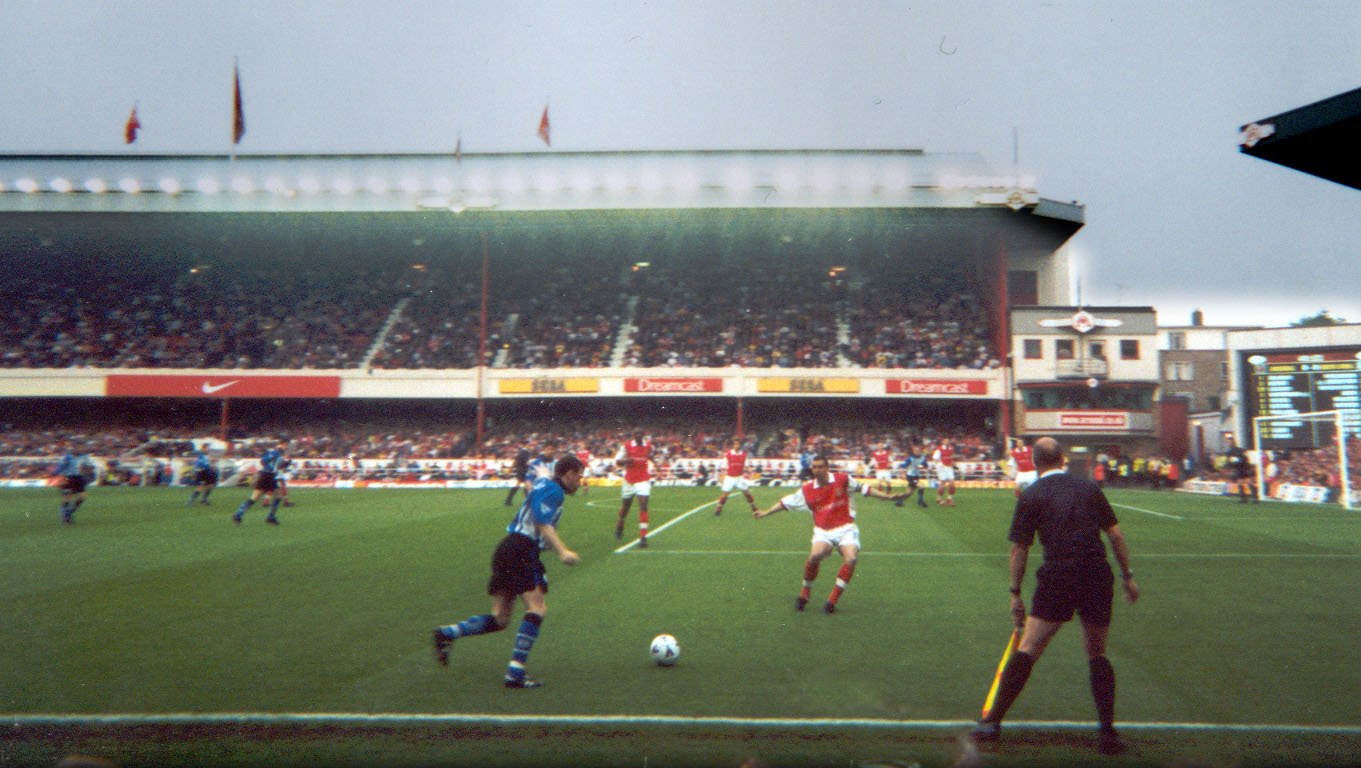
Sheffield Wednesday vs. Arsenal em Highbury, 2000.

Durante os Jogos Olímpicos de Verão de 1948, o estádio sediou as eliminatórias do futebol . Nos 50 anos seguintes, o estádio mudou pouco, embora durante a Segunda Guerra Mundial o terraço do North Bank tenha sido bombardeado e teve que ser reconstruído; o telhado não foi restaurado até 1956. Os holofotes foram instalados em 1951, com a primeira partida iluminada sendo um amistoso contra o Hapoel Tel Aviv em 19 de setembro daquele ano. Os holofotes que adornam o Dalymount Park, ficavam no estádio do Arsenal. Eles foram enviados para Dublin em 1962. A partida inaugural iluminada por holofotes viu o Arsenal vencer o Bohemians por 3–8. O aquecimento do subsolo foi adicionado em 1964. Ao contrário de muitos outros campos, o Arsenal se recusou a instalar cercas de perímetro, mesmo no auge do hooliganismo na década de 1980, o que o tornou inelegível para uso como local das semifinais da Copa da Inglaterra.
Antes do relatório Taylor e da era dos estádios para todos os lugares na Grã-Bretanha, tanto o North Bank quanto o Clock End consistiam em terraços, e o estádio costumava receber multidões de até 60.000 ou mais; seu maior comparecimento foi de 73.295 em 9 de março de 1935, quando o Arsenal jogou contra o Sunderland na Primeira Divisão; o jogo terminou em 0–0. Quando o terreno foi inicialmente construído, era para "acomodar 90.000 espectadores".
O Clock End foi reconstruído em 1988–89 com a adição de um telhado e 48 camarotes executivos, enquanto os assentos foram instalados na área restante em pé em 1993.

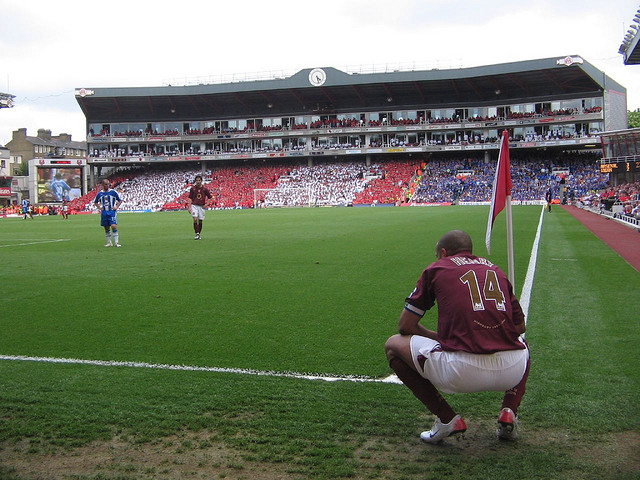
Thierry Henry esperando para bater um escanteio durante o último jogo realizado no Highbury em 2006

Em janeiro de 1990, foi publicado o relatório Taylor sobre o desastre de Hillsborough, que recomendava que os estádios de futebol se tornassem para todos os lugares. O North Bank, que se tornou o lar dos torcedores mais apaixonados do Arsenal, foi demolido no final da temporada 1991-92. Durante a reforma, um mural gigante de torcedores foi colocado atrás do gol naquela ponta, para dar a ilusão de que os jogadores estavam chutando em direção a uma multidão, e não a um canteiro de obras. O mural inicialmente atraiu críticas pela ausência de torcedores negros, o que foi rapidamente corrigido. O longo processo de reconstrução do North Bank significou que Highbury teve três lados durante toda a temporada de 1992-93, que também foi a primeira temporada da nova FA Premier League . Embora a falta de gols tenha feito com que o Arsenal terminasse apenas em 10º na nova liga, eles venceram as duas competições da copa nacional naquela temporada. A Populous (então LOBB Partnership) projetou o North Bank Stand de dois andares para todos os lugares, a última área de Highbury a ser reformada, que foi inaugurada em agosto de 1993 a um custo de £ 20 milhões em meio a forte oposição dos moradores locais. O novo North Bank Stand continha um museu e um saguão com fliperamas, bares, balcões de confeitaria, lojas de souvenirs e barracas de fast-food. Embora o North Bank para todos os lugares "nunca tenha sido igual ao antiquado estande de Archibald Leitch" que substituiu, era "muito mais parecido com o futuro do Arsenal do que com o passado" com suas comodidades adicionais e "Foram-se os dias de empurrando uma criança petrificada através de uma multidão lotada e colocando-a em uma barreira de onde só podiam ver uma pequena parte do campo". A antiga arquibancada recebeu uma expulsão adequada com uma derrota por 5–1 para o Southampton, embora a nova arquibancada tenha um início menos auspicioso, o primeiro jogo sendo uma derrota surpreendente por 0–3 para o Coventry City com todos os três gols vindos do atacante Micky Quinn . A primeira vitória veio 10 dias depois contra o Leeds United .

## Estatísticas

### Arsenal
Estatísticas do Arsenal em Highbury: 
| Competição            | J    | V    | E   | D   | GM   | GS   | V %   |
| --------------------- | ---- | ---- | --- | --- | ---- | ---- | ----- |
| Liga                  | 1689 | 981  | 412 | 296 | 3372 | 1692 | 58%   |
| FA Cup                | 142  | 92   | 32  | 18  | 305  | 123  | 64,5% |
| Copa da Liga          | 98   | 69   | 14  | 15  | 195  | 74   | 70%   |
| Competições européias | 76   | 50   | 17  | 9   | 153  | 60   | 66%   |
| Comunitty Shield      | 5    | 4    | 0   | 1   | 13   | 6    | 80%   |
| Total                 | 2010 | 1196 | 475 | 339 | 4038 | 1955 | 60%   |

### Inglaterra
Estatísticas da Seleção Inglesa em Highbury: 
| Competição                     | J  | V | E | D | GM | GS | V %  |
| ------------------------------ | -- | - | - | - | -- | -- | ---- |
| Eliminatórias da Copa do Mundo | 1  | 1 | 0 | 0 | 4  | 1  | 100% |
| Campeonato Britânico em Casa   | 1  | 0 | 0 | 1 | 1  | 2  | 0%   |
| Amistosos                      | 10 | 8 | 2 | 0 | 42 | 12 | 80%  |
| Total                          | 12 | 9 | 2 | 1 | 47 | 15 | 75%  |